# Kaple svaté Rodiny (Praha)
Kaple svaté Rodiny se nachází v Praze na Vinohradech v ulici Pod Nuselskými schody. Byla založena v roce 1755 pražským měšťanem a magistrátním radním Karlem Leopoldem Beptou, který jí také odkázal své jmění, jako viniční kaple na pozemcích usedlosti zvané později Vondračka. Kapli zde Bepta nechal založit údajně proto, že lidé pracující na jeho pozemcích byli „cháska rozpustilá a velmi nevázaná“ a možnost účastnit se bohoslužeb v kapli jim měla pomoci vrátit se na správnou cestu.
Kaple byla původně určena pro poustevníky z řádu ivanitů, kteří ji měli spravovat za pomoci Beptovy nadace. Poté, co byl tento řád roku 1782 Josefem II. zrušen, se kaple stala pouhou kapličkou a roku 1892 byla již jako zpustlá včleněna do michelské farnosti. V roce 1908 byla částečně rekonstruována, ale později postupně chátrala až byla určena k demolici, k níž nakonec nedošlo. Roku 1970 ji dostala do správy Starokatolická církev a za dobrovolnické pomoci jejích členů byla restaurována. Je chráněna jako kulturní památka České republiky. Roku 1992 proběhla další rekonstrukce.
Kaple je čtvercového půdorysu a s obdélným, na délku položeným kněžištěm. Vnitřní prostor se sešikmenými rohy je zaklenut plackou, presbytář valeně. Nad portálem je kasulové okno a kaple je kryta stanovou střechou se sanktusníkem. Nároží byla rustikována při rekonstrukci v roce 1908. V kapli je malé harmonium.
Kaple je užívána k eucharistickým slavnostem (mším) Starokatolické církve v Praze a je součástí Starokatolické farnosti u sv. Máří Magdalény. Majitelé protější čajovny ji vyzdobili malbami připomínajícími graffiti, ty však byly později odstraněny. Pravidelně je však terčem vandalů a sprejerů.